# Nancy Fleming
Nancy Fleming (Montague, 20 maggio 1942) è un'ex modella statunitense, eletta Miss Michigan 1960 e Miss America 1961 il 10 settembre 1950, battendo le altre cinquantatré delegate degli altri stati.
In seguito, Nancy Fleming ha lavorato nell'industria dell'intrattenimento, come presentatrice ed intervistatrice per ABC-TV, Cable Health Network (in seguito Lifetime) e PBS. Nel 1978 ha sposato il conduttore radiofonico e televisivo, Jim Lange, conduttore dell'edizione americana di Il gioco delle coppie. Nel 1984 è comparsa nel ruolo di se stessa in un episodio di Love Boat.